# René Turlay
 (novembre 2012).
Si vous disposez d'ouvrages ou d'articles de référence ou si vous connaissez des sites web de qualité traitant du thème abordé ici, merci de compléter l'article en donnant les références utiles à sa vérifiabilité et en les liant à la section « Notes et références ».
René Turlay (né le 18 février 1932 à Bègles et mort le 29 novembre 2002 à Fontenay-lès-Briis), est un physicien français. 

## Biographie
Ses premiers travaux au CEA de Saclay débutent de 1957 et portent sur l'étude de la production des mésons pi dans les collisions nucléon-nucléon à 2,3 GeV avec le synchrotron Saturne. Après sa thèse d'État, il part aux États-Unis en 1962 pour un séjour post-doctoral à l’université de Princeton. Il joua un rôle majeur dans toutes les phases de l'expérience au laboratoire national de Brookhaven qui permit la découverte du phénomène de la violation de la Symétrie CP dans les interactions faibles. Cette découverte valu le prix Nobel de physique à James Cronin et Val Logsdon Fitch.  

## Hommages
Le 3 avril 2003, une plaque à la mémoire de René Turlay est dévoilée dans la bibliothèque du Dapnia au CEA de Saclay.
Le 24 septembre 2004, la Société française de physique, la Direction des Sciences de la Matière du CEA et l'Institut national de physique nucléaire et de physique des particules (IN2P3) ont organisé à la Sorbonne un hommage à René Turlay avec des présentations sur le futur de la Physique des hautes énergies. 	